# Eois impletaria
Eois impletaria är en fjärilsart som beskrevs av Walker 1866. Eois impletaria ingår i släktet Eois och familjen mätare. Inga underarter finns listade i Catalogue of Life.